# Планкетт, Рэндал, 21-й барон Дансени
Рэндал Планкетт, 21-й барон Дансени (англ. Randal Plunkett, 21st Baron of Dunsany; род. 9 марта 1983 года) — ирландский кинорежиссёр

, кинопродюсер и редактор, а также землевладелец и обладатель одного из старейших сохранившихся ирландских титулов пэра и одного из самых долгоживущих домов в Ирландии, замка Дансени, и его оставшееся имущество.
Планкетт унаследовал титул Дансени после смерти отца в 2011 году. Он снял ряд короткометражных фильмов, работал над несколькими десятками других кинопроектов, а также предоставлял услуги по размещению и постпродакшн из своих владений. Он снял свой первый художественный фильм «Зеленое море» в 2018—2019 годах и выпустил его в 2021 году. Планкетт стал сторонником ревайлдинга в 2014 году и посвятил 750 акров родового поместья в графстве Мит в качестве крупнейшего частного природного заповедника Ирландии. Во время проекта коростель, красный коршун, несколько видов хищных птиц и других птиц, а также множество других животных, включая сосновую куницу, горностая и выдру, вернулись на земли, в то время как дятлы тоже были замечены впервые. Ряд видов спасенных диких животных также переселяются. Лорд Дансени неоднократно появлялся в ирландской прессе, а также на радио и телевидении, продвигая дело ревайлдинга. С 2021 года он помолвлен, и его имущество и титул имеют живых наследников.

## Ранняя жизнь
Рэндал Планкетт родился 8 марта 1983 года в Нью-Йорке, где в то время жили его родители, управлявшие архитектурной и дизайнерской студией . Он старший из двух детей (оба сына) 20-го барона Дансени, художника, скульптора и дизайнера Эдди Планкетта (1939—2011), и его бразильской жены, архитектора Марии Алисы де Марсилак Планкетт (урожденной Виллела де Карвалью) (1942—2020). Помимо младшего брата, у него есть сводная сестра Джоана и сводный брат Даниэль, оба старше, и четверо детей выросли вместе . По отцовской линии он является правнуком Эдварда Планкетта, 18-го барона Дансени (1878—1957), драматурга и автора фантастических рассказов и романов, обычно известного как лорд Дансени, и внуком подполковника британской индийской армии Рэндала Планкетта, 19-го барона Дансени (1906—1999). Он происходит от графов Джерси и семьи Ричарда Бертона. По материнской линии его семья ведет свое происхождение от столетий бразильской истории к ключевым фигурам со времен основания Бразилии как португальской территории, Васко да Гаме и Педро Альваресу Кабралу. Его дед был полковником, ставшим архитектором. У него также есть две тети и дядя.
Впоследствии семья Планкетт переехала сначала в Лондон, где в 1993 году у Эдди Планкетта была студия, а затем, в 1994 году, на родину Планкетта в Ирландию, чтобы жить в замке Дансени, где тогдашний лорд Дансени жил со своей второй женой . Начальную школу Рэндал Планкетт посещал в местной школе и частной школе Хедфорт за пределами Келлса, затем получил аттестат о среднем образовании в Королевской больнице на окраине Дублина. Он продолжил среднее образование в Institut Le Rosey, школе-интернате в Ролле и Гштааде, Швейцария, и в центре подготовки к колледжу в Оксфорде, где изучал классику, английскую литературу и социологию. Он приписал часть своего вдохновения вокруг кино одной из своих учительниц там, Луизе Лонгсон, и сказал, что в дискуссии с ней он переместил свое внимание с социологии на кино и написание сценариев, интересы с детства, когда его отец познакомил его с работой, например, Луиса Бунюэля в возрасте 6 лет и Ингрид Бергман в 7 лет, и платил карманные деньги за рассказы и иллюстрации.
Планкетт несколько лет жил в центре Лондона и получил степень в области киноведения в Кингстонском университете на юге Лондона. Он вернулся в Ирландию после окончания школы, чтобы помочь ухаживать за своим отцом, который страдал от длительного неврологического заболевания, и в течение этого периода он работал над потенциальной карьерой в спортивной науке, рассматривая возможность открытия тренажерного зала или работы в качестве личного тренера. Позже вернулся к идее работы в кино и продолжил интенсивный курс по цифровому видео с акцентом на практические навыки в Институте SAE. Окончил Амстердамский университет с дипломом. Позже он продолжил обучение в филиале SAE в Лондоне, где познакомился с будущим сотрудником, кинематографистом Стефано Баттаролой.

## Пэрство
Рэндал Планкетт унаследовал титул барона Дансени 24 мая 2011 года, после смерти своего отца. Он продолжает жить в древнем замке своей семьи, замке Дансени, в его поместье площадью более 1500 акров (610 га), недалеко от Дуншаулина и Килмессана, примерно в 30 км (19 mi) к северу от Дублина. Несмотря на то, что поместье было уменьшено в размерах в соответствии с Ирландскими земельными актами, с большим количеством сельскохозяйственных угодий, переданных арендаторам, оно остается существенным землевладением между Дуншаулином и холмом Тара. Нынешний наследник баронства — его младший брат, достопочтенный Оливер Планкетт (род. 1985), игровой дизайнер и программист, который живет в США.

## Карьера
Рэндал Планкетт начал свою карьеру в кино около 2009 года, продюсируя и режиссируя ряд короткометражных фильмов, которые были показаны на различных кинофестивалях. Его режиссерским дебютом стал мрачный триллер Kiss Kiss (2010), действие которого происходит в Лондоне и показано в Leicester Square Odeon. Затем он вернулся в Ирландию, продюсируя Guerrilla, режиссер Блейн Ренникс и в главных ролях Джек Лоу и Даррен Киллин, на землях Дансени с зимы 2009 года. Малобюджетный фильм с командой из 40 человек был основан на концепции Ирландии, находящейся на военном положении после социального коллапса в Европе в 2013 году, и был выпущен в 2010 году . Фильм получил награду «Лучшая постановка» на кинофестивале Naas. За ним последовал фильм «Грайндхаус хоррор» в стиле Prey (2011). 4-м короткометражным фильмом Планкетта, написанным с некоторыми автобиографическими элементами, был «Уолт» (2011), который получил премию «Лучшая драма» на фестивале LIT. Планкетт использовал свои земли и здания, некоторые частично разрушенные, в качестве локаций для большей части своих съемок после Guerrilla, в том числе для Prey и Walt.
Рэндал Планкетт находится под влиянием Филипа К. Дика и режиссеров Романа Полански, Дэвида Линча и Питера Гринуэя, и влиятельные фильмы включают «Вороны» Хичкока и постановки Андрея Тарковского и Стивена Содерберга «Солярис». Он упомянул, что, хотя он не был бы глубоким поклонником работы своего прадеда, он увидел бы некоторые параллели интересов между его работой в кино и творческими трудами 18-го лорда Дансени.

### Out There и производственная работа
Планкетт обеспечил внешнее частное финансирование для своего следующего фильма, постапокалиптического фильма ужасов, написав сценарий в соавторстве со своим братом Оливером. В короткометражном фильме, выпущенном в 2012 году, снялись Конор Маррен в роли Роберта и Эмма Элиза Риган в роли Джейн, с Кианом Лавеллом-Уолшем, Аароном Ли Ридом и Эмметом Келли. Снятый в Дансени, оператором был Стефано Баттарола, композитором был Дариус Макганн, а Планкетт был ведущим редактором. Короткометражка получила награду на фестивале в Германии .
В 2010 году Планкетт основал кинокомпанию Dunsany Productions в замке Дансени. Он работал над более чем 40 кинопроектами в Ирландии, в различных производственных ролях и в пост-продакшене на своих предприятиях в Дансени, в то же время стремясь создать более длинные собственные работы .

### Зеленое море
Первый полнометражный фильм Рэндала Планкетта, драма «Зеленое море», был снят в Маллингаре, графство Уэстмит, Дублин, в заливе Бриттас в графстве Уиклоу и в Дансени, где один домик был окрашен в черный цвет для производства. Около половины сцен происходит в Маллингаре. Он был снят и спродюсирован в 2018—2019 годах, но выпущен только после задержек, связанных с Covid, в середине 2021 года. Планкетт был режиссером, сценаристом и исполнительным продюсером, с канадской актрисой Кэтрин Изабель, Хелен Доуп и Дермотом Уордом в главных ролях, как Симона, «ребенок» и Джастин. Другие роли исполнила Эми-Джойс Гастингс, Дженни Диксон, Кирон Дэвис и дюжина других. Оператором был Филипп Морозов, а композитором — Дариус Макганн. Стивен Лурдес был продюсером, Хелен Серруйя-продюсером, а другим исполнительным продюсером был Даниэль де Марсильяк. Планкетт выполнил редактирование вместе с Крисом Гиллом.
Планкетт описал фильм как имеющий полуавтобиографическое влияние. Зеленое море было подхвачено компанией Reel-to-Reel и выпущено как видео по запросу, так и потоковый материал, в том числе на платформе Amazon Prime Video. По состоянию на ноябрь 2021 года оно распространяется для аренды или покупки на различных платформах . Критический прием включал квалифицированный обзор в The Guardian, который описал его как хорошо отлитый, но испорченный, отметив, что «это вроде как работает, подкрепленное взаимопониманием ведущих и кинематографистом Филиппом Морозовым». Самого Планкетта, хранителя критик отмечает, что фильм «предполагает, что Планкетт провел свое свободное время в библиотеке со многими правильными историями о призраках», в то время как «его дебют, воплощение ущербного, но интригующего смешанного мешка, предлагает изрядную часть, чтобы построить дальше». В кино, который сказал об этом: «Этот ирландский инди — неожиданная жемчужина, которую никто не захочет пропустить». Фильм был признан лучшим художественным фильмом на Парижском фестивале Play Film в апреле 2021 года.

## Ревайлдинг
Рэндал Планкетт занимается ревайлдингом и выступает за него. Он стал веганом в 2014 году, придерживаясь строгого режима питания, а также не нося кожаную одежду и обувь. Примерно в то же время он наткнулся на тогдашнюю новую концепцию оживления земли. Первоначально переведя Дансени на органическое земледелие и прекратив использование химических пестицидов, он впоследствии определил 750 акров (300 га) поместья Дансени (не менее 1500 акров) в качестве природного заповедника с несколькими сотнями акров лесного хозяйства и земледелием. оставшаяся земля, сданная в аренду местным жителям, ограничена выращиванием только таких культур, как пшеница, рапс и бобы. Он также прекратил стрижку декоративных газонов вокруг замка Дансени, в частности, стремясь создать перед зданием луг для диких животных. Он говорил о временами негативной реакции некоторых местных жителей на изменение использования основных сельскохозяйственных угодий, которое осуждалось как расточительное. Заповедник Дансени является крупнейшим частным заповедником Ирландии, и по состоянию на 2021 год был единственным ирландским проектом по восстановлению дикой природы, признанным Европейской сетью по восстановлению дикой природы. Планкетт также запретил охоту верхом или пешком на своих землях, что, по его словам, привело к угрозам, но не планирует удалять из замка предметы наследия, связанные с охотой. Он описал настойчивые попытки прорваться на земли со стороны охотников и браконьеров, и у него есть режим патрулирования, а также поддержка со стороны добровольцев и установка камеры. Небольшим группам разрешено посещение по договоренности, но Планкетт сказал, что не планирует структурированных дорожек и вывесок, а также объектов для привлечения посетителей, таких как кафе . Он работал с местным отелем в ближайшей деревне Килмессан, чтобы помочь гостям, которые хотели бы посетить поместье, иметь возможность спонсировать посадку деревьев . Проект восстановления дикой природы не получает внешнего финансирования, государственного или частного, хотя в 2020 году Министерство туризма, культуры, искусства, гэлтахтов, спорта и СМИ выделило около 14 000 евро на срочные работы в замке и обнесенном стеной саду, на котором он, его семья и сотрудники работали. Вызывает озабоченность потенциальное возрождение бывшей железнодорожной линии, которая раньше проходила через поместье у реки Скане.
Рэндал Планкетт отметил первое появление дятлов (большой пестрый дятел) в графстве Мит, подтвержденное Найлом Хэтчем из BirdWatch Ireland, и возвращение коростелей, сипух и красных коршунов, а также сапсанов, цапель, канюков, пустельги и перепелятники на его земли с тех пор, как начался его проект восстановления дикой природы. Горностаи также поселились и сосновые куницы, в то время как выдр видели вокруг небольшой реки на землях, и, возможно, вернулись рыжие белки . К ним присоединяются кролики, зайцы, олени, летучие мыши и другие известные виды животных. Планкетт также объявил о планах по лесовосстановлению долгоживущими местными ирландскими видами деревьев, и в поместье наблюдается рост разнообразия флоры: от трех разновидностей трав до 23. Планкетт также работал с местной больницей дикой природы над переселением спасенных животных, включая ежей, лисиц и барсуков, а также принимал птиц-спасателей. Он также упомянул о планах массового набора ульев для местных черных пчел, работающих с Ирландским проектом по сохранению пчел , и объекта для спасенных выдр, созданного на бывшем теннисном корте поместья. Ботаники из Тринити-колледжа в Дублине изучают влияние проекта восстановления дикой природы и наблюдали значительное количество бабочек. Планкетт был номинирован на премию Farming for Nature Awards в 2021 году со ссылкой на приверженность и успех проекта на сегодняшний день, а в 2021 году фотограф Дэниел подготовил для продажи календарь со сценами из восстановленного поместья. Файлдс, в котором представлены как вернувшиеся виды, такие как красные коршуны и канюки, а также фазаны, лисы и олени, а также зимородки и их добыча, рыба, в некогда загрязненной реке Скане.

## СМИ и социальные сети
В 2013 году Рэндал Планкетт появился в последнем эпизоде второго сезона реалити-шоу TLC « Тайные принцы», в котором его брат Оливер появлялся в качестве постоянного персонажа. В 2021 году Планкетт и поместье Дансени были представлены на канале Nationwide на RTÉ One. Планкетт также участвовал в радиоинтервью, например, с местной окружной станцией LMFM, национальной станцией Today FM, и в шоу Radio 2 национального вещателя RTE с Дэйвом Фаннингом. Планкетт активно присутствует в Facebook, Twitter и Instagram, где он регулярно публикует изображения из своего поместья и информацию о своей работе в кино.

## Личная жизнь
Отец Рэндала Планкетта умер в 2011 году после продолжительной болезни и был похоронен в церкви Святого Николая в поместье, после чего поместьем управлял Планкетт при поддержке его матери. Мария Элис Планкетт умерла на ранних стадиях пандемии Covid-19, в 2020 году, и ее сын и местный священник устроили ей частные похороны из-за ограничений, связанных с Covid; она похоронена рядом с мужем .
Ранее состоявший в отношениях с ирландской актрисой Эммой Элизой Риган, Рэндал Планкетт познакомился со своей партнершей, эрготерапевтом Лорой Диллон, в Маллингаре . Он навестил ее в городе, и там была снята большая часть его фильма «Зеленое море», она появилась в нем со своей матерью в одной сцене . Планкетт и Диллон официально объявили о своей помолвке в ноябре 2020 года. Наследницей замка и поместья является их дочь. Планкетт заявил, что его ребенок унаследует собственность, в то время как с 2019 года титул по-прежнему будет передаваться в другом месте из-за того, что он назвал средневековыми положениями, оставляющими за собой наследование большинства титулов мужчинам, но он выразил надежду, что эта ситуация может быть изменена. Как и его отец, 21-й лорд Дансени — ближайший из ныне живущих родственников католического архиепископа, мученика и святого Оливера Планкетта — и его мать, Планкетт придерживается римско-католической веры, и он заявил в интервью британской католической газете, The Tablet, что его дочь будет крещена, вероятно, в резной крестильной купели Дансени 15-го века.